# Станция (скотоводство)

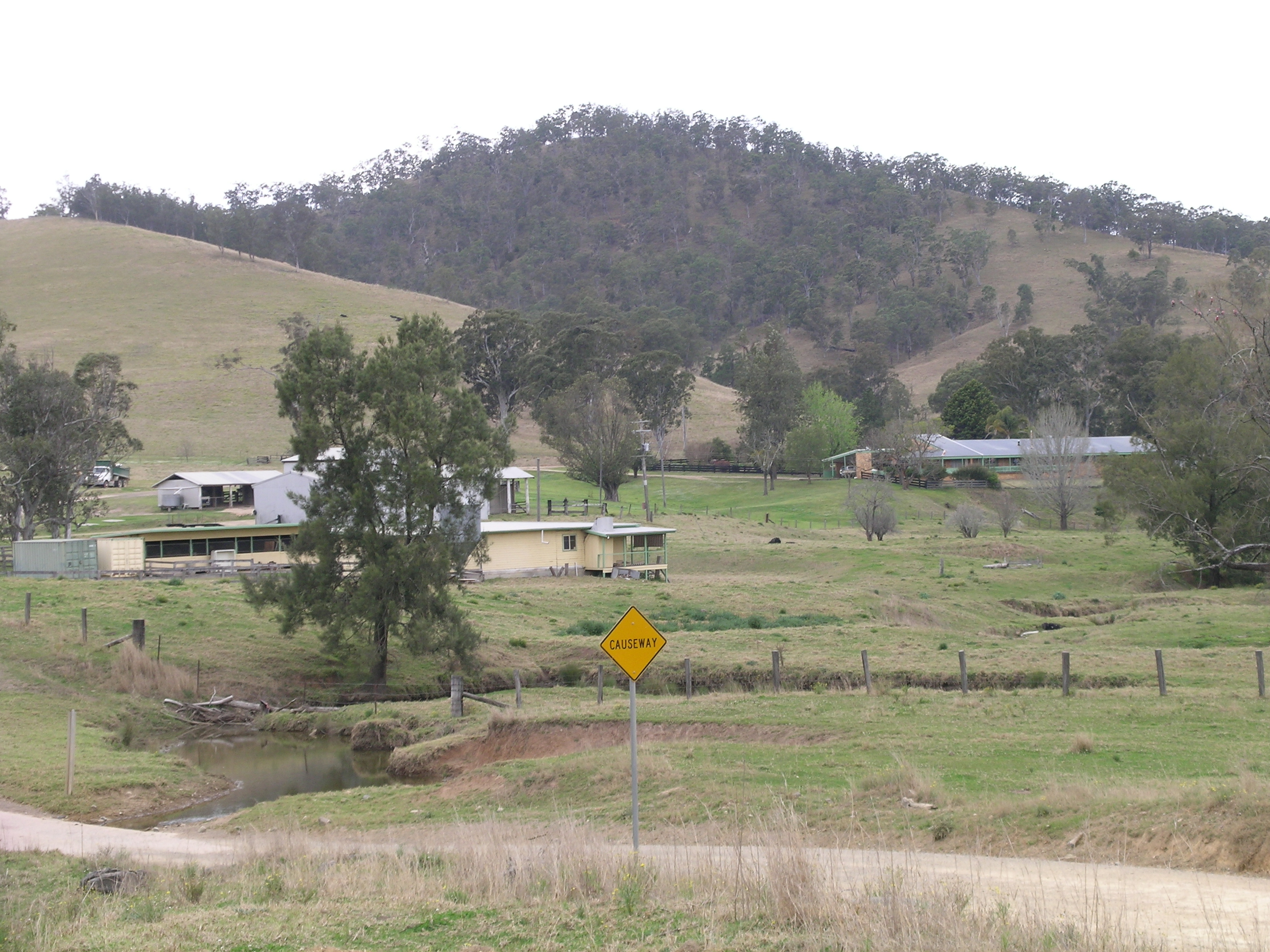
Корововодческая станция на севере Нового Южного Уэльса

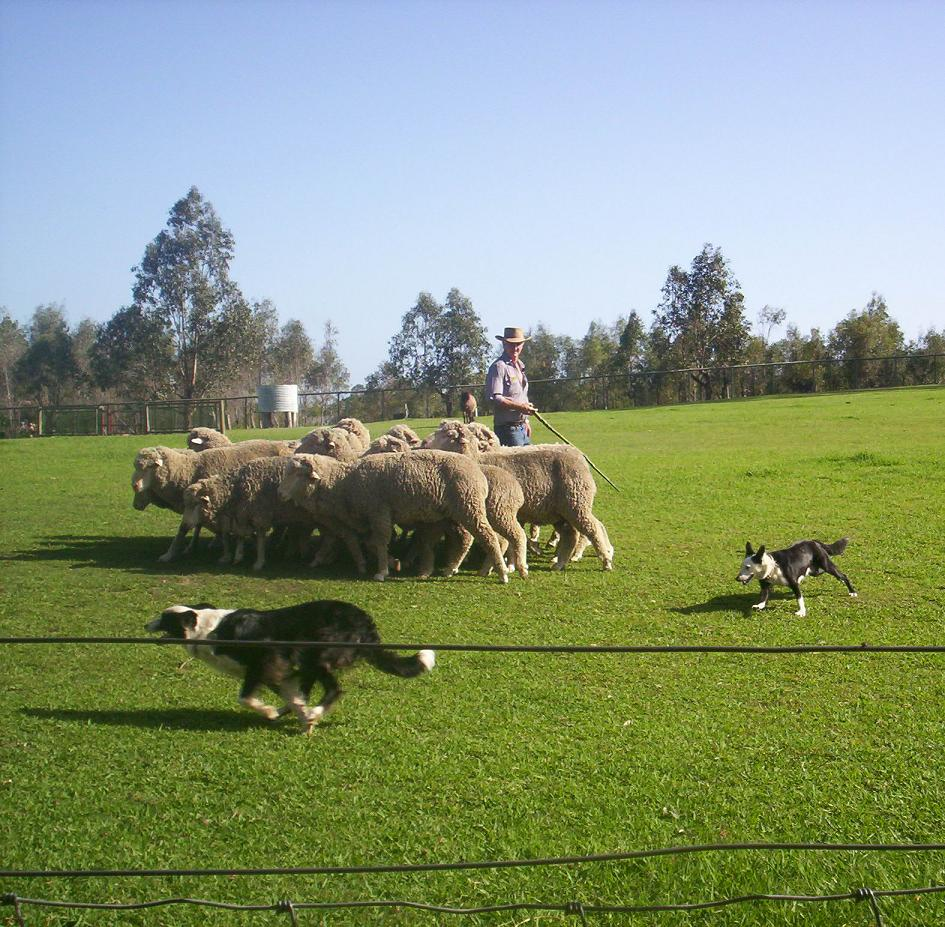
Бордер-колли и австралийский келпи собирают овец в Квинсленде

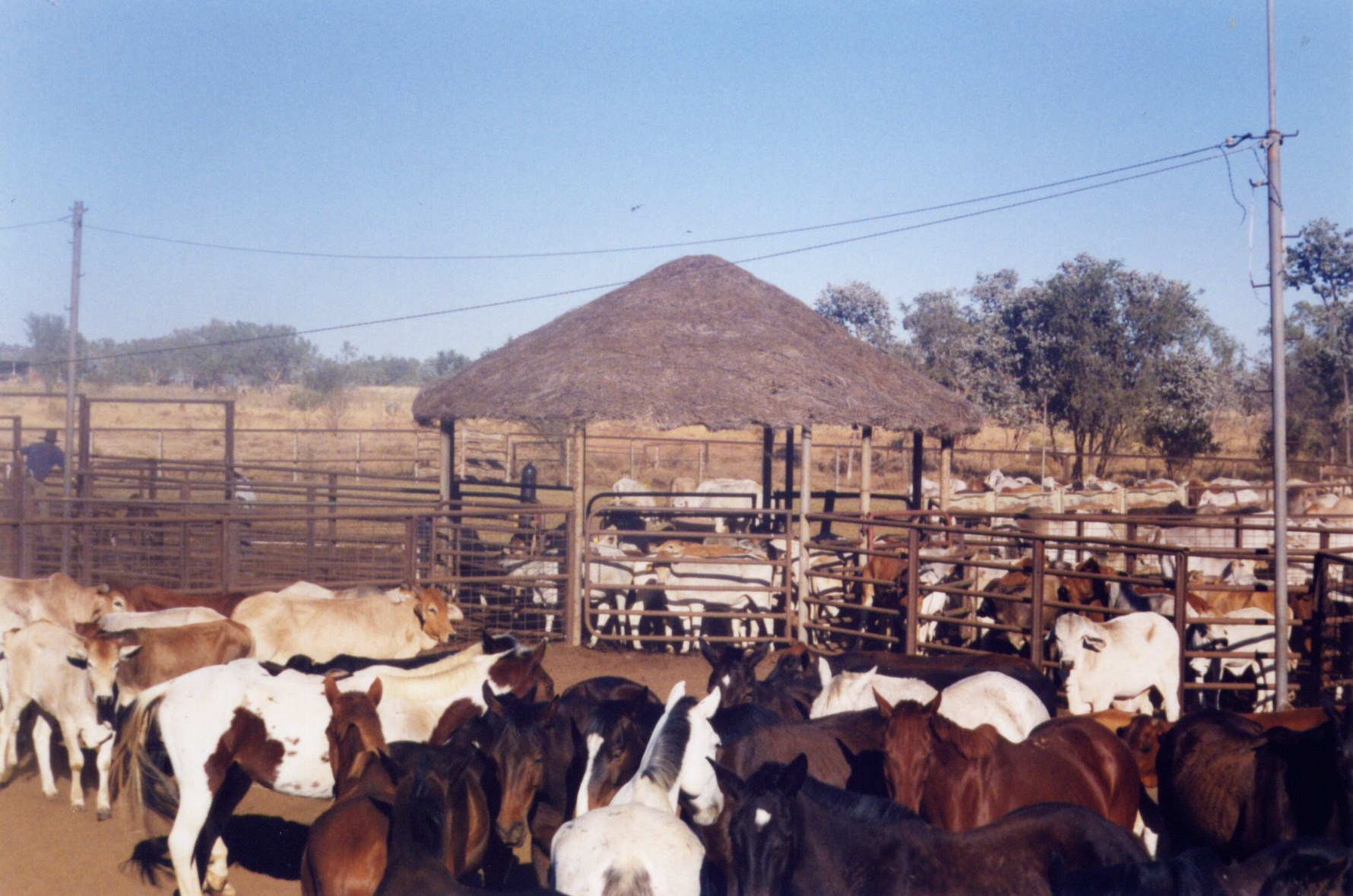
Коровы и лошади в загонах на станции Виктория-Ривер-Даунс, ок. 1985

Станциями в Австралии принято называть крупные землевладения, используемые для разведения скота — главным образом коров и овец, которым требуются обширные пастбища. Аналог Ранчо в США.
Первоначально термин Станция относился лишь к усадьбе владельца и примыкающим постройкам, но со временем стал означать всё землевладение. Большинство станций в Австралии специализированы и подразделяются на корововодческие и овцеводческие, в зависимости от типа местности и нормы осадков.

## Размеры
Станции по разведению коров и овец могут простираться на тысячи квадратных километров и быть за сотни километров от ближайших соседей. Станция Анна-Крик в Южной Австралии — крупнейшая функционирующая станция по разведению крупного рогатого скота в мире. Её площадь достигает 24,000 км², что гораздо больше, чем у её ближайшего конкурента — Станции Клифтон-Хиллз — ещё одной станции крупного рогатого скота в Южной Австралии, площадью 17,000 км², а также в четыре раза больше, чем у крупнейшего ранчо в США, которое занимает лишь 6,000 км².

## Инфраструктура
Из-за своего удалённого расположения, обучение происходит удалённо: дети присутствуют на занятиях и общаются с учителями посредством средств коммуникации (раньше для этого использовалось радио). У крупных станций есть собственные учебные помещения с учителем, помогающим получить все необходимые знания для поступления в среднюю школу. На больших изолированных станциях есть свои магазины для обеспечения нужд их работников. Медицинское обслуживание осуществляется посредством вертолёта: медперсонал, включая врачей и сестёр, осуществляет приём и уход на дому, либо доставляет пациентов в больницы ближайших населённых пунктов при серьёзных заболеваниях.

## Персонал
Некоторые станции находятся на значительном удалении от цивилизации и до них сложно добраться, что накладывает большие ограничения на их население. Условия для проживания супружеских пар и семей могут быть ограниченными. Из этого следует, что заметную часть персонала составляют молодые временные работники. Ярким примером являются джекару (англ. jackaroo, муж.) или джиллару (англ. jillaroo, жен.) — молодые люди, работающие на станции в течение нескольких лет и перенимающие опыт, чтобы затем стать смотрителями или управляющими хозяйством. В промышленности корововодческих станций на севере страны большую роль сыграли Аборигены, где они были опытными скотоводами. Сегодняшний персонал этих станций может быть занят как в работах на усадьбе, так и в лагерях на территории хозяйства. Скотоводы, которых здесь называют стокмэнами (англ. stockman, в отличие от амер. англ. cowboy), могут быть сезонными рабочими. Среди других профессий — менеджеры, механики, операторы машин (в том числе водители спецтехники), станционные и лагерные повара, учителя, смотрители и бухгалтеры. Ветеринарные хирурги посещают наиболее отдаленные скотоводческие станции также на вертолётах.

## В популярной культуре
Действия фильма Австралия разворачиваются на вымышленной станции Далёкие Низины, однако на самом деле часть съемок прошла на станции Хоум-Уолли.
В игре Sid Meier's Civilization VI среди доступных держав есть Австралия, которая имеет уникальное улучшение ландшафта в виде Скотоводческой станции.